# ФК Хамбургер
ФК Хамбургер, је немачки фудбалски клуб из града Хамбурга. Хамбургер игра своје утакмице на Фолкспаркстадиону капацитета 57.000 гледалаца.

## Назив
Превод целог немачког имена гласи Хамбуршко Спортско Удружење. У Немачкој се не користи назив „Хамбургер“, већ скраћеница Ха-Ес-Фау или „Хамбург“. У немачким новинама се може некад и прочитати исписана прва реч (Хамбургер), увек праћена са великим словима скраћенице Ес-Фау (SV):. То се чини јер скраћеницу Ха-Ес-Фау користе још нека немачка спортска удружења. Међу српским спортским новинарима је навика да чешће употребљавају назив „Хамбургер“ због прве речи у имену клуба.

## Историја
Најславнији клуб на северу Немачке, Хамбургер је основан 1919. године, спајањем три ранија клуба. Од најстаријег међу њима, СЦ Германије, клуб је наследио плаву и црну боју које му се налазе на грбу, али су дресови од самог почетка били црвено-бели, у знак поштовања према бојима Ханзе.
Слава је рано стигла на север, у облику титула 1922, 1923. и 1928. године. После Другог светског рата, Хамбургер је 14 пута освојио Оберлигу Север у 16 година њеног постојања, пре оснивања Бундеслиге. Од оснивања националног шампионата Хамбургер је једини клуб, који никада није испадао, али је на трофеје морао да сачека деценију и по.
Пре тога иза њих је остао петнаестогодишњи период обележен једним фудбалером - од када је 1954. ушао у први тим, до 1970. године, када се пензионисао. Уве Зелер је носио дрес клуба из родног града. Један од најбољих немачких фудбалера 60-их, Зелер је одбијао да пређе у неки од успешнијих и богатијих клубова, па је током каријере освојио само два трофеја - Бундеслигу 1960. и куп три године касније.
Славни дани Хамбургера почели су 1976, освајањем Купа Немачке. Следеће године освојен је Куп победника купова, а у дресу клуба заиграо је Кевин Киген, двоструки фудбалер сезоне на континенту. У периоду од 1979. до 1983. освојене су три титула првака Немачке, а врхунац је сачуван за Атину, где је 1983. побеђен Јувентус и освојен Лига шампиона. Био је то ултимативни успех генерације коју су предводили бек Манфред Калц, везни играч Феликс Магат и огромни центарфор Хорст Хрубеш, уз помоћ Бранка Зебеца и Ернста Хапела са клупе. Онако како је почела, серија се и завршила - освајањем купа 1987. године. Следи дуги низ лоших сезона, често у доњој половини табеле, који је прекинут тек на смени векова. Хамбургер није освојио ниједан трофеј већ скоро две деценије, али је наступ генерације који предводи Холанђанин Рафаел ван дер Варт довољан за озбиљну наду.

## Успеси

### Национални
- Бундеслига
  - Првак (6) : 1922/23, 1927/28, 1959/60, 1978/79, 1981/82, 1982/83.
  - Вицепрвак (8) : 1923/24, 1956/57, 1957/58, 1975/76, 1979/80, 1980/81, 1983/84, 1986/87.
- Куп Немачке
  - Освајач (3) : 1962/63, 1975/76, 1986/87.
  - Финалиста (3) : 1955/56, 1966/67, 1973/74.
- Фуџи куп Немачке (претеча лига купа)
  - Финалиста (1) : 1987.
- Лига куп Немачке
  - Освајач (2) : 1972/73, 2003.
- Телеком куп Немачке (наследник лига купа)
  - Освајач (2) : 2009, 2015.
  - Финалиста (1) : 2011.
- Суперкуп Немачке
  - Финалиста (3) : 1977 (незванично), 1983 (незванично), 1987.

### Међународни
- Куп европских шампиона
  - Освајач (1) : 1982/83.
  - Финалиста (1) : 1979/80.
- Куп победника купова
  - Освајач (1) : 1976/77.
  - Финалиста (1) : 1967/68.
- Куп УЕФА
  - Финалиста (1) : 1981/82.
- УЕФА суперкуп
  - Финалиста (2) : 1977, 1983.
- Интерконтинентални куп
  - Финалиста (1) : 1983.
- Интертото куп :
  - Освајач (2) : 2005, 2007.
  - Финалиста (1) : 1999.
  - Победник групе (2) : 1970, 1994.

## Тренутни састав
Ажурирано 28. октобра 2023.
| Бр. |                     | Позиција | Играч                       |
| --- | ------------------- | -------- | --------------------------- |
| 1   | Португалија         | Г        | Данијел Еуер Фернандес      |
| 2   | Француска           | О        | Вилијам Микелбронсис        |
| 3   | Њемачка             | О        | Мориц Хајер                 |
| 4   | Њемачка             | О        | Себастиан Шонлау            |
| 5   | Босна и Херцеговина | О        | Денис Хаџикадунић           |
| 6   | Пољска              | С        | Укаш Поремба                |
| 8   | Словачка            | С        | Ласло Бенс                  |
| 9   | Њемачка             | Н        | Роберт Глацел               |
| 10  | Холандија           | С        | Имануел Фирај               |
| 11  | Гана                | Н        | Ренсфорд-Јебоа Конигздорфер |
| 12  | Њемачка             | Г        | Том Микел                   |
| 13  | Португалија         | О        | Гиљерме Рамош               |
| 14  | Холандија           | С        | Лудефит Рајс (капитен)      |
| 18  | Гамбија             | Н        | Бејкери Џата                |
| 19  | Њемачка             | Г        | Матео Ра                    |

| Бр. |            | Позиција | Играч             |
| --- | ---------- | -------- | ----------------- |
| 20  | Мађарска   | Н        | Ондраш Нимет      |
| 21  | Њемачка    | С        | Левин Ецтунали    |
| 22  | Белгија    | О        | Ињас Ван Де Бремт |
| 23  | Њемачка    | С        | Јонас Меферт      |
| 27  | Француска  | Н        | Жан-Лук Домпе     |
| 28  | Швајцарска | О        | Миро Мухајм       |
| 35  | Гана       | О        | Стефан Амбросиас  |
| 36  | Финска     | С        | Анси Сухонен      |
| 37* | Србија     | О        | Ваљон Зумберија   |
| 41  | Египат     | С        | Омар Мађид        |
| 44  | Хрватска   | О        | Марио Вушковић    |
| 45  | Њемачка    | Н        | Том Зане          |
| 46  | Њемачка    | С        | Елија Кран        |
| 47  | Њемачка    | О        | Николас Оливеира  |